# Мітокаші

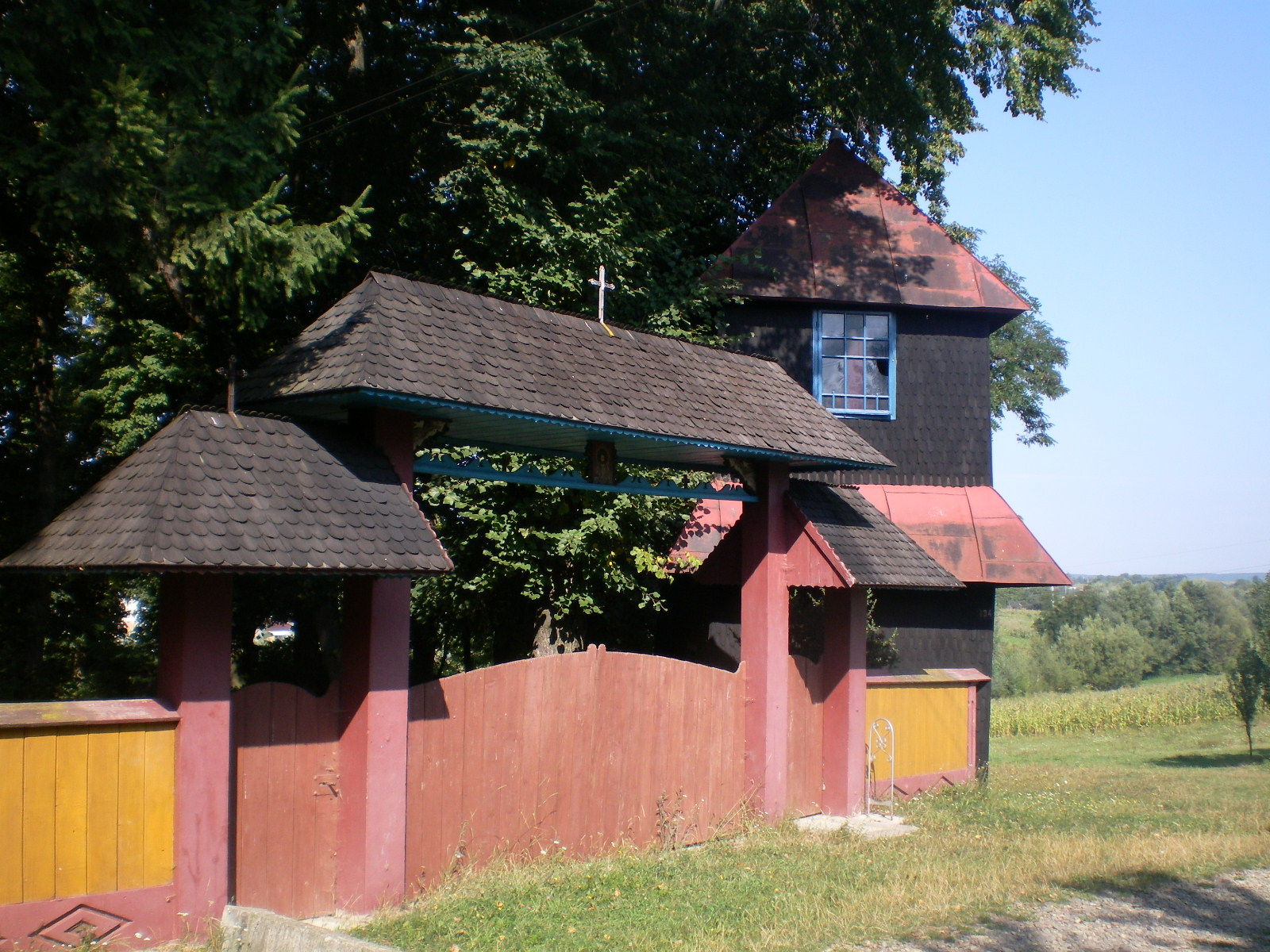

Мітокаші (рум. Mitocași) — село у повіті Сучава в Румунії. Входить до складу комуни Мітоку-Драгомірней.
Село розташоване на відстані 366 км на північ від Бухареста, 8 км на північ від Сучави, 118 км на північний захід від Ясс.

## Населення
За даними перепису населення 2002 року у селі проживали 755 осіб, усі — румуни. Усі жителі села рідною мовою назвали румунську.